# Grupo de Danzas Salleko
El Grupo de Danzas Salleko (en vasco, Salleko Dantza Taldea) es una asociación cultural vasca fundada en 1962, que tiene como objetivo la institucionalización y promoción de las danzas vascas, aspecto relevante de la cultura vasca.

## Historia
El grupo de danzas y música vascas fue fundado en el año 1962, por el Hermano Basilio, de los Hermanos de las Escuelas Cristianas o Hermanos de La Salle, como un grupo colegial. El grupo de danzas vascas Salleko encaminó su labor desde el principio a la investigación, aprendizaje, enseñanza y difusión de las danzas vascas y del folclore vasco.
Una de las principales del grupo fue Fernando Irasuegui, profesor de txistu y miembro de la banda municipal de música de Sestao. En sus inicios, durante la década de los setenta y ochenta, el grupo de danzas tuvo que hacer una selección de bailarines (dantzaris), porque mucha gente quería formar parte del grupo.
Debido a su crecimiento, en 1988 se constituyó legalmente como una asociación cultural para institucionalizarse como organización cultural y proseguir con la labor que hasta ese momento había desempeñado. Desde su creación el grupo de danzas ha actuado casi en cada municipio y cada provincia de toda España. Además, también han actuado en otros países como en Francia o Italia.
El nombre "Salleko" significa "de La Salle" en vasco (Salle-ko). El nombre proviene de la creación del grupo por el Hermano Basilio en el colegio Hermanos de La Salle de Sestao, "grupo de "la Salle"", Salleko.
El grupo tiene su sede en una instalación cedida por el colegio privado católico Colegio Begoñako Andra Mari-La Salle del municipio de Sestao (colegio surgido en el 2001 de la fusión de los colegios contiguos colegio Hermanos de La Salle, para niños, y colegio Hijas de la Cruz, para niñas).
El grupo de danzas está formado en danzas vascas y en las distintas modalidades provinciales de danzas vascas (zazpi jauzi, arin-arin, aurresku, ...). Además, el grupo de danzas Salleko organiza anualmente de eventos como son la Muestra de Folclore, la Umeen Euskal Jaia, talleres de danza, romerías y otros. Dentro de la organización anula de la Muestra de Folclore también se invitan agrupaciones de todas partes de España. También participa en el Dantzari Eguna (día del bailarín, en vasco) desde sus inicios, o en el Bizkaiko Dantzari Eguna, en el que Salleko fue anfitrión en 1989 y en 2019.
En el año 2012 el grupo de danzas Salleko celebró su 50 aniversario con diversos actos por Sestao y también algunos actos en el Teatro Barakaldo. Para el 50 aniversario se reunieron también antiguos bailarines (dantzaris) a los que se les hizo un homenaje.